# 日本綠鸚嘴魚
日本綠鸚嘴魚，又名日本鸚哥魚、火紅綠鸚嘴魚、紅尾鸚嘴魚，俗名鸚哥，為輻鰭魚綱鱸形目隆頭魚亞目鸚哥魚科的其中一種。

## 分布
本魚分布於太平洋區，包括台灣、日本、菲律賓、印尼、馬來西亞、新幾內亞、澳洲、索羅門群島、帛琉、密克羅尼西亞、斐濟群島、馬紹爾群島、東加、萬那杜、新喀里多尼亞、马里亚纳群岛等海域。

## 深度
水深0至20公尺。

## 特徵
本魚體延長而略側扁。頭部輪廓呈平滑的弧型。齒板之外表面平滑，上齒板不完全被上唇所覆蓋；每一上咽骨具1列臼齒狀之咽頭齒。開始型雌魚，體為深紅棕色，唯尾鰭為較淡的棕紅色。胸鰭稍黃。齒淡紅色。具稍圓的截形尾。終端型雄魚，體深藍綠色，各鱗片具一橘紅色短斑。腹部色淡黃。頰部為鮭魚紅色，外緣鑲著藍線紋。背鰭及臀鰭均是黃色和藍色縱斑。具截型尾。背鰭硬棘9枚、背鰭軟條10枚、臀鰭硬棘3枚、臀鰭軟條9枚，體長可達56.2公分。

## 生態
喜成群的生活於岩礁及珊瑚礁中，以珊瑚底藻為食。

## 經濟利用
一般作為觀賞魚。可食用，食用時多用溫火燒烤或清蒸。